# Shim Ji-Ho
Shim Ji-Ho (15 de abril de 1985) es un deportista surcoreano que compitió en judo. Ganó una medalla de plata en el Campeonato Asiático de Judo de 2013 en la categoría de –100 kg.

## Palmarés internacional
| Campeonato Asiático | Campeonato Asiático | Campeonato Asiático | Campeonato Asiático |
| Año                 | Lugar               | Medalla             | Categoría           |
| ------------------- | ------------------- | ------------------- | ------------------- |
| 2013                | Bangkok (Tailandia) | Medalla de plata    | –100 kg             |